# Horst Arndt
Horst Arndt (ur. 19 września 1934 w Królewcu, zm. 18 października 2014 w Taunusstein) – niemiecki wioślarz, srebrny medalista olimpijski.
Wystąpił na igrzyskach olimpijskich w Melbourne w 1956, gdzie Wspólna Reprezentacja Niemiec w składzie: Karl-Heinrich von Groddeck, Horst Arndt i Rainer Borkowsky (sternik) zdobyła srebrny medal w dwójkach ze sternikiem. W finale o 3,1 sekundy przegrali z osadą USA, a o 4,9 sekundy wyprzedzili osadę ZSRR. Był to jego jedyny start olimpijski.
Ponadto zwyciężał w dwójkach ze sternikiem na mistrzostwach Europy w Bledzie (1956) i mistrzostwach Europy w Duisburgu (1957).
Po zakończeniu kariery pozostał blisko związany z klubem Rudergesellschaft Wiesbaden-Biebrich 1888 e.V., którego był honorowym członkiem.